# Moische Broderson

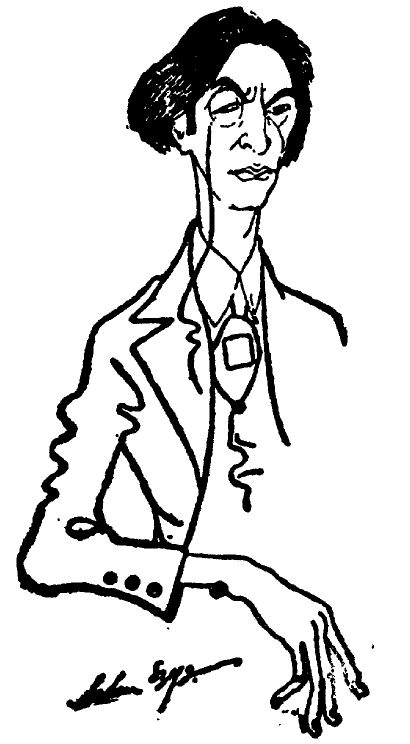
Moische Broderson
Karikatur von Arthur Szyk

Moische Broderson (englisch Moyshe Broderzon; geboren 23. November 1890 in Moskau, Russisches Kaiserreich; gestorben 17. August 1956 in Warschau) war ein jiddisch schreibender Schriftsteller.

## Leben
Moische Broderson wurde 1890 in Moskau geboren, 1891 wurden die Juden aus Moskau und St. Petersburg vertrieben, und die Familie zog nach Nieswiez. Seit 1900 lebte die Familie in Łódź. Dort schrieb er auch seine ersten Gedichte.
1918 gründete er die Dichtergruppe Jung Jidisch und die gleichnamige Literaturzeitschrift. 1922 gründete er das Marionettentheater Chad gadje und das Varieté-Theater Schor habor in Łódź. 1924 schrieb er das Libretto für die erste jiddische Oper Dowid un Basschewe (David und Batseba) von Władysław Wajntraub. 1927 gründete er die Kleinkunstbühne Ararat mit, die sich dem experimentellen jüdischen Theater  verschrieb und das erste jüdische Puppentheater überhaupt. Hier entdeckte er unter anderem das Talent des Schauspielers Shimen Dzigan. 1937 schrieb er das Drehbuch für den jiddischen Film Frejleche kabzonim ("Fröhliche Bettler").
Im September 1939, nach dem deutschen Überfall auf Polen, flüchtete er nach Białystok, das im Zuge des Hitler-Stalin-Pakts von der Sowjetunion besetzt wurde. 1941, nach dem deutschen Überfall auf die Sowjetunion, flüchtete er nach Zentralasien. 1944 kehrte er in seine Geburtsstadt Moskau zurück. Dort arbeitete er für das Staatliche Jüdische Theater. 1950 wurde er inhaftiert und nach Sibirien gebracht. 1955 wurde er rehabilitiert. 1956 kehrte er nach Polen zurück, wo er kurz danach starb.

## Werke (Auswahl)
- Sikhes kholin, Prager Legende. 2. Auflage. Verlag Chawer, Moskau 1917. Mit einem Titelblatt von El Lissitzky.